# Frederick L. Whitam
Frederick L. Whitam (* 7. Februar 1933 in Natchez, Mississippi; † 10. Juli 2009 in Tempe, Arizona) war ein US-amerikanischer Soziologe und Autor.

## Leben
Whitam studierte Soziologie am Millsaps College in Jackson (Mississippi), an der University of Chicago, an der Columbia University und an der Indiana University, wo er den Ph. D. erwarb. Er hatte Stellen am Millsaps College, an der State University of New York und an der University of Texas at Austin. 1965 kam er an die Arizona State University, wo er von 1986 bis 1997 als Professor tätig war. 

## Schriften (Auswahl)
- Subdimensions of Religiosity as Related to Race Prejudice. MA thesis, Indiana University, 1957.
- Adolescence and Mass Persuasion: A Study of Teen-age Decision-Making at a Billy Graham Crusade. Doctoral dissertation, 1965.
- (mit Robin Mathy:) Male homosexuality in four societies: Brazil, Guatemala, the Philippines, and the United States. Praeger Publishers, 1985, ISBN 978-0-03-004298-0